# Mercédès-Mixte
Mercédès-Mixte war ein französischer Hersteller von Automobilen.

## Unternehmensgeschichte
Emil Jellinek gründete 1906 das Unternehmen in Paris zur Produktion von Automobilen. Der Markenname lautete Mercédès-Mixte. Die Produktion fand bei Austro-Daimler statt. 1908 verließ Jellinek das Unternehmen. 1914 endete die Produktion.

## Fahrzeuge
Das Unternehmen stellte benzin-elektrische Fahrzeuge nach dem von Ludwig Lohner und Ferdinand Porsche entwickelten System Lohner-Porsche her. Ein Benzinmotor versorgte die Elektromotoren über einen Generator mit Energie. Der Einsatzzweck vieler Fahrzeuge lag in den Städten und als Taxi.
Zwei Rennwagen waren 1907 für das Kaiserpreis-Rennen im Taunus gemeldet. Ihre Höchstgeschwindigkeit war mit 120 km/h angegeben. Ursprünglich sollten sie von Ferdinand Porsche und Hermann Braun pilotiert werden. Jedoch verunglückte Braun etwa drei Wochen vor dem Rennen beim Training; Porsche wollte man letztendlich „als hervorragende Arbeitskraft nicht den Gefahren eines Rennens aussetzen“. Als Vertreter starteten der Brite „Alexander Burton“ und der Franzose Gastard. Beide qualifizierten sich nicht für den Endlauf.